# Flujo inercial
El flujo inercial es una aproximación física a los vientos y corrientes oceánicas reales. En él se considera que la aceleración tangencial y la fuerza del gradiente de presión son nulas. También se considera que las fuerzas de rozamiento son despreciables.

## Fórmula
Ya que sólo consideramos la aceleración centrípeta y Coriolis debemos igualar estos dos términos:
| Símbolo                 | Nombre | Valor       | Unidad  | Fórmula                              |
| ----------------------- | --- | ----------- | ------- | ------------------------------------ |
| {\displaystyle V}       | Velocidad del fluido |             |         |                                      |
| {\displaystyle R}       | Radio de giro |             |         |                                      |
| {\displaystyle f}       | Parámetro de Coriolis, que tiene un valor aproximado de 10-4 en latitudes medias, creciendo en los polos geográficos y haciéndose nulo en el ecuador | 10-4        |         | {\displaystyle f=2\Omega \sin \phi } |
| {\displaystyle \Omega } | Velocidad angular de rotación de la Tierra | 2 π / 86400 | rad / s |                                      |
| {\displaystyle \phi }   | Latitud |             |         |                                      |

Tras operar los términos obtenemos:
{\displaystyle V=-fR{\frac {}{}}}

## Comentarios
A partir de la fórmula se observa que la velocidad es creciente con el radio, por lo cual el periodo es constante durante el giro, independientemente de su tamaño. Este se puede deducir a partir de la siguiente fórmula:
{\displaystyle T=\left\vert {\frac {2\pi R}{V}}\right\vert =\left\vert {\frac {2\pi R}{-fR}}\right\vert ={\frac {2\pi }{\left\vert f\right\vert }}={\frac {\pi }{\left\vert \Omega sin\varphi \right\vert }}}
Dicho período se denomina período semipendular, pues corresponde a la mitad del tiempo que tarda un péndulo de Foucault en realizar una vuelta completa (o dicho de otra forma, el tiempo que tarda dicho péndulo en recorrer un ángulo de π radianes). Es fácil comprobar a través de esta fórmula que el periodo es menor en los polos, unas 17 horas en latitudes medias, y tiende hacia el infinito en el ecuador. Para una latitud dada el periodo es la mitad que el del péndulo a esa misma latitud.
Como resultado de la aceleración de Coriolis, la velocidad inicialmente recta se desvía hacia la derecha en el hemisferio norte y hacia la izquierda en el hemisferio sur, dando lugar a un movimiento circular uniforme, como se ha indicado anteriormente. En consecuencia, y debido a que no actúan fuerzas de rozamiento ni de gradiente de presión que desvíen esta tendencia, el flujo inercial es siempre anticiclónico. Es decir, el giro es en sentido de las agujas del reloj en el hemisferio norte y en el sentido contrario en el hemisferio sur.

## Aplicaciones
El flujo inercial raramente se observa en la atmósfera, pues el gradiente de presión no suele ser despreciable respecto las otras fuerzas que intervienen en la dinámica atmosférica. En cambio, esta condición sí se cumple en las corrientes marinas. De hecho, el flujo inercial explica por qué casi todas estas corrientes giran tienen circulación anticiclónica (las únicas excepciones a escala sinóptica son las corrientes del golfo de Alaska y del mar de Weddell).

## Fuente
- "An introduction to dynamic meteorology", James R. HOLTON, Academic Press, San Diego, 1992, ISBN 978-0123543554
- "An introduction to dynamic meteorology", James R. HOLTON, Elsevier Academic Press, 2004, ISBN 0-12-35401 5-1, páginas 62-63

- Datos: Q5863340